# ウォレン・ハーディング
ウォレン・ガメイリアル・ハーディング（Warren Gamaliel Harding, 1865年11月2日 - 1923年8月2日）は、アメリカ合衆国の政治家。第29代大統領。大統領に選ばれた最初の現職連邦上院議員であり、在職中に死去した6人目の大統領である。
オハイオ州選出の連邦上院議員であったハーディングは、影響力を持つ新聞を出版し、政界入りする前は有能な演説家であった。彼はオハイオ州議員（1899 - 1903）、オハイオ州副知事（1903 - 1905）を歴任した。
ハーディングの保守主義、柔和な物腰、そして『敵を作らないでください』という選挙戦略は、彼を1920年の共和党全国大会における妥協選択の候補とした。第一次世界大戦の余波の中で行われた大統領選キャンペーンで、彼は国の「常態」への復帰を約束した。この「アメリカが一番」というキャンペーンは、外国の影響から独立した工業化と強い経済を促進した。ハーディングは、セオドア・ルーズベルト大統領以来議会を支配していた進歩主義から離脱した。1920年の選挙で彼は、副大統領候補のカルビン・クーリッジと共に、アメリカ史上、一般投票における得票率の最大差（60.36 %対34.19 %、26.2ポイント差）で、民主党候補でありオハイオ州の仲間であったジェームズ・M・コックスを破った。
ハーディングは大統領として、「オハイオ・ギャング」と呼ばれた友人や政治上の貢献者に対して財政的に大きく報いた。彼の任期は結局スキャンダルと不正が瀰漫することとなった。彼の閣僚1名、被任命者数名が裁判で有罪となり、贈収賄および連邦政府に対する背任のため刑務所に送られた。しかしながら、ハーディングは何名かの有能な人物も閣僚として任命した。
外交政策では、ハーディングは国際連盟への加入を拒み、ドイツ及びオーストリアと単独講和条約を結び、第一次世界大戦を正式に終了させた。彼はまた、ワシントン会議を開催し、世界の海軍力削減を促進し、国際法廷へのアメリカ合衆国の参加を主張した。内政面では、ハーディングは合衆国における最初の児童福祉プログラムに署名し、坑夫や鉄道従事者のストライキに対応した。アメリカ合衆国の失業率はハーディングの任期中に半減した。1923年8月にハーディングはアラスカ出張からの帰路、カリフォルニアで病床に伏し、死去した。彼の後任は副大統領のカルビン・クーリッジであった。
議会にあまり介入せず、職務も閣僚に「丸投げ」することもあり、また、任期中にいくつかのスキャンダルがあったため、その死後、ハーディングは「アメリカ史上最も成功しなかった大統領」として評されたが、近年では評価が見直されている。

## 経歴
ウォレン・ハーディングは1865年11月2日にオハイオ州コルシカ（現在のオハイオ州ブルーミング・グローヴの近く）で、ジョージ・トライアン・ハーディング博士とフィービー・エリザベス（ディッカーソン）ハーディング夫妻の間に生まれた。彼は夫妻の8人の子供の長男であった。少年時代はアレクサンダー・ハミルトンとナポレオン・ボナパルトに憧れていた。母親は助産婦であったが後に医師免許を得た。父親はオハイオ州マウント・ギリアドで教鞭を執る教師であった。ハーディングが十代の時に一家はオハイオ州カレドニアに転居し、父親は地方週刊紙の「アルゴス」の経営権を得る。ハーディングは1865年11月2日にオハイオ・セントラル大学（後のマスキンガム大学）を卒業した。彼は学生時代に新聞の出版と運営を学んだ。
ハーディングは大学卒業後にオハイオ州マリオンに移り住み、2人の友人と共に300ドルを集め、経営失敗した「マリオン・デイリー・スター」紙を買収した。同紙はマリオンで出版されていた3紙の中で唯一の日刊紙であり、最も売れ行きが悪かった。ハーディングは同紙の政治姿勢を共和党支援であることを明確にし、ある程度の成功を得た。しかしながらそれはマリオンの有力者達の政治姿勢とは対立するものであった。ハーディングが「マリオン・インディペンデント」紙の買収に乗り出すと、その行動はマリオンの資産家の一人であったエイモス・ホール・クリングの激怒を買った。
ハーディングは「マリオン・デイリー・スター」紙を郡内でも最大の新聞に育て上げたが、その激務は彼の健康に影響を与えた。1889年、ハーディングは24歳の時にノイローゼになり、療養地のミシガン州バトルクリークで数週間を過ごした。健康が回復するとマリオンで仕事に戻り、彼は毎夜友人達とポーカーに興じながら「bloviating」（ハーディングは友人達の雑談をこのように言った）して、新聞の社説で世論を押し上げた。
1891年7月8日にハーディングはフローレンス「フロージー」メイベル・クリング・デウォルフェと結婚した。彼女は30歳で離婚歴があり、1人の息子がいた。彼女はハーディングが不承不承に結婚を受けるまで固執して追い続けた。フローレンスの父親エイモス・ホール・クリングは前述のように「マリオン・インディペンデント」紙の買収に関してハーディングと対立しており、「黒い血のハーディング・ファミリー」との結婚に反対し、娘と絶縁した。 クリングは義理の息子となったハーディングと8年間会話をしなかった。
フロージーの経営管理術は、ハーディングの新聞社の金銭的成功に貢献したが、結婚生活は不幸であった。ハーディングは彼女をひどく扱い、ポーカー仲間や他の女性に注意を集中した。そのため、サンフランシスコ遊説中に滞在したホテルの一室で急死したハーディングに対し、今日でも夫人による毒殺説が広く信じられている。子孫の血統は途絶えている。

## 大統領就任前
ハーディングは、オハイオ州議会議員（1899 - 1903）、オハイオ州副知事（1903 - 1905）及び連邦上院議員（1915 - 1921）を務めた。そして1921年、好調な景気の流れに乗り、大統領に就任した。

### 州議会議員
ハーディングは政界への進出をマリオン郡監査役への立候補で果たしたが、それは単なる政治的露出で終わることとなった。彼が選挙に敗北したことは、同郡における民主党勢力からして必然的結果であった。彼の新聞がマリオンにおいて十分な力を得、支配的な存在となったとき、ハーディングは妻と共に国中を旅行し、それによって彼は（党員集会など）政治的集会における露出を重ねることとなった。伝記作家のアンドルー・シンクレアは、共和党のボスであるマーク・ハンナが牛耳るオハイオの同時代人と同様に、ハーディングも汚職と利権に関わったと断言する。ハーディングは自らの新聞でハンナに対する好意的な報道を行い、その返礼としてハンナはハーディングの家族に無料の公共輸送パスを提供したとされる。ハーディングは1897年には彼の妹を盲学校の教師とするため、よりふさわしい候補がいたにも拘わらず、便宜を図って貰ったとされる。彼はまた、公共印刷の入札において他の新聞社と談合を行い、利益を分配したとして告発された。しかしながらこれらの告発に対して正式な起訴は行われなかった。
ハーディングは演説の才能を磨き、1899年の州議会議員選挙では義理の父親であるエイモス・クリングが対立候補に選挙資金を融資したにも拘わらず、第13選挙区からオハイオ州上院議員に選出された。この勝利の直後にハーディングはオハイオ州の共和党リーダーであり、マッキンリー大統領の盟友であったハリー・M・ドーハティと偶然に会話する。ドーハティは「なんとまあ、彼は見事な大統領となるだろうよ」と語った。ドーハティは後にハーディングの政治経歴における重要な役割を引き受けることとなる。
ハーディングは共和党の州上院議員として党派心が強く、政治上のボスであるハンナとドーハティを熱心に支援した。
1909年、ハーディングは共和党のオハイオ州知事候補指名のための運動を始めた。彼は共和党大会で指名を勝ち取ったが、党内の進歩主義派と保守派の分裂によって、民主党の現職ジャドソン・ハーモンに敗れた。

## 政治
大統領としてハーディングは所得税の累進性を弱め富裕層への大規模な減税を実施した。また、貿易では保護貿易政策を取り、現在では考えられない程の高率な関税をかけた。予算会計法を成立させ、今日の年度予算案の審議システムをつくった。
外交では、1921年（大正10年）から1922年（大正11年）にかけてワシントン会議を開き、「国際規模の軍縮」を口実に日本の海軍戦力の制限、および日英同盟の破棄を行い、日本の台頭を防いだ。また、この会議で九カ国条約で中国に対する門戸開放政策を列強に認めさせ、極東におけるアメリカの覇権を確立する狙いもあった。また、1921年（大正10年）には、当時日本の支配下にあった朝鮮の独立運動家である徐載弼と会見し、朝鮮独立の後押しの要請を受けるなどした。

### 内閣

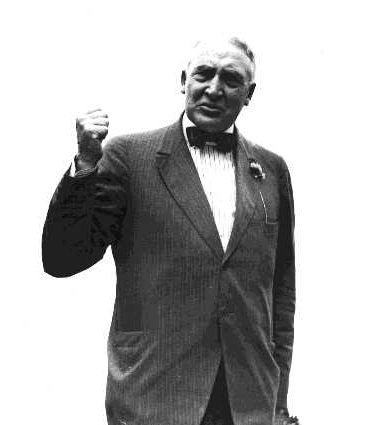
1921年ごろ

| 職名     | 氏名                               | 任期            |
| -------- | ---------------------------------- | --------------- |
| 大統領   | ウォレン・G・ハーディング          | 1921年 - 1923年 |
| 副大統領 | カルビン・クーリッジ               | 1921年 - 1923年 |
| 国務長官 | チャールズ・エヴァンズ・ヒューズ   | 1921年 - 1923年 |
| 財務長官 | アンドリュー・メロン               | 1921年 - 1923年 |
| 陸軍長官 | ジョン・ウィンゲイト・ウィークス   | 1921年 - 1923年 |
| 司法長官 | ハリー・M・ドーハティ              | 1921年 - 1923年 |
| 郵政長官 | ウィル・H・ヘイズ                  | 1921年 - 1922年 |
| 郵政長官 | ヒューバート・ワーク               | 1922年 - 1923年 |
| 郵政長官 | ハリー・S・ニュー                  | 1923年          |
| 海軍長官 | エドウィン・デンビ                 | 1921年 - 1923年 |
| 内務長官 | アルバート・B・フォール            | 1921年 - 1923年 |
| 内務長官 | ヒューバート・ワーク               | 1923年          |
| 農務長官 | ヘンリー・キャントウェル・ウォレス | 1921年 - 1923年 |
| 商務長官 | ハーバート・フーヴァー             | 1921年 - 1923年 |
| 労働長官 | ジェームズ・J・デイヴィス          | 1921年 - 1923年 |

## スキャンダル
選挙に勝利するためハーディングは自らの知己の多くを重要な政治的地位に任命した。「オハイオ・ギャング」（チャールズ・ミーの同名の著書で使用された言葉）として知られた彼らは、自らの権限を政府からの搾取に使用した。ハーディング自身が彼らの不法行為をどのくらい認識していたかは不明瞭である。
最も有名なスキャンダルはティーポット・ドーム事件で、大統領がからむスキャンダルとしては、ウォーターゲート事件と双璧をなすといわれる。同事件はハーディングの死後も数年間にわたって国家を揺さぶることとなった。事件には内務長官のアルバート・B・フォールが関与し、彼は賄賂の収受と違法な融資の見返りに国有油田を取引相手に貸し出したことで有罪判決を下された（国有油田の貸し出しは当時合法的行為であった）。彼は1931年に刑務所に収監された初の閣僚となった。
- トーマス・ミラー（Thomas W. Miller、在留外国人資産管理局長）は賄賂の収受で有罪判決を下された。
- ジェス・スミス（Jess Smith、司法長官の個人補佐官）は証拠文書を隠滅した後自殺した。
- チャールズ・フォーブズ（Charles R. Forbes、退役軍人局局長）は資金の着服、多額のリベートを受け取り、密造酒および麻薬取引を行った。彼は不正行為と贈賄の有罪判決を下され、懲役2年を宣告された。フォーブズの補佐官チャールズ・クラマーは自殺した[注釈 2]。

## 任期中の死

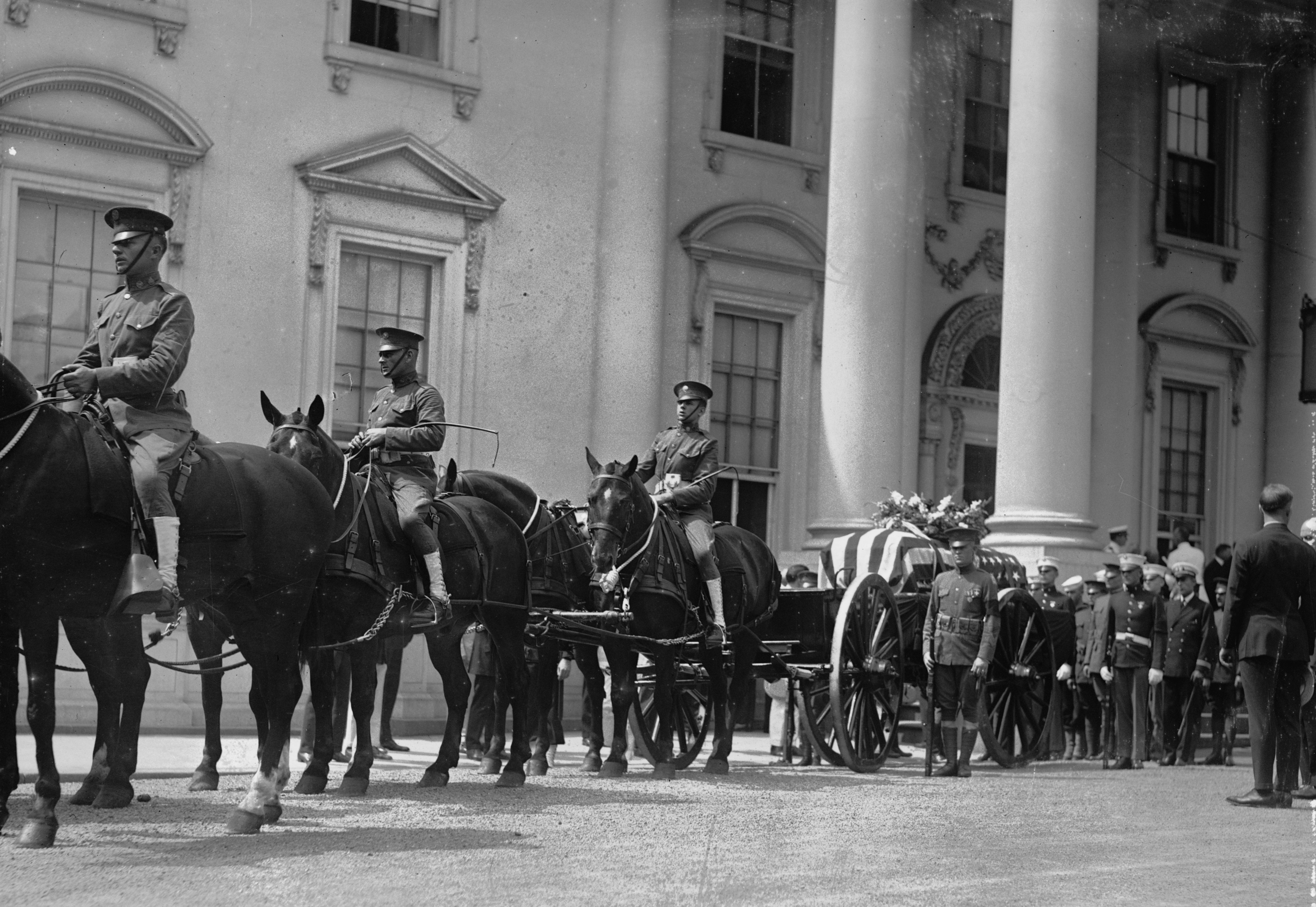
ホワイトハウスを発つハーディングの葬列

1923年6月、ハーディングは全国遊説「理解の航海Voyage of Understanding」に出発した。この旅行中で、彼はアラスカを訪れた初の大統領となった。このときすでにワシントンでは彼の政権におけるスキャンダルの噂が広がり始めていた。アラスカでハーディングは、自らの知らなかった不法行為が詳述された長い報告書を受け取り、衝撃を受けることとなる。7月末、アラスカ南部からの帰途、カナダのブリティッシュコロンビア州を通過している間に、彼は重い食中毒となりシアトルで心機能不全で倒れた。サンフランシスコのパレス・ホテルに着くと彼は肺炎を発症し、1923年8月2日の午後7時35分に痙攣を発し、死去した。医師団は心隔壁破裂あるいは脳梗塞と診断している。57歳没。同日発行されたニューヨーク・タイムズでは「死因は脳梗塞である」と報じられた。彼は約1週間病床にあった。

## 疑惑

### 混血説
ハーディングの批判者達は、1880年代にハーディングが「黒い血で汚れた」と主張し、その家系に黒人奴隷の血が入っているという噂を流し始めた。この噂を広めた一人に後の義父となったエイモス・ホール・クリングがいた。彼はハーディングとその新聞を嫌悪していた。
ハーディングの混血説の支持者は、ウィリアム・エスタブルック・チャンセラーの調査を論拠とするが、この調査は、出所の明瞭な表示や、証明がなされておらず、科学的、法的な根拠は存在しない。実際、彼の著書の複製は殆ど存在しない（5つの複製が知られているが、その内の一つはオハイオ州マリオンの個人蔵書家が所有する）。現在、研究者による同書の入手は制限されており、同書の複製の殆どは司法省の代理人によって回収、破棄されたと言われている。さらに、ハーディングの遺伝子検査は行われず、オハイオ州では公文書によっての確認も不可能であった。ハーディングは1865年に生まれたが、オハイオ州では1867年まで出生届や記録が義務づけられなかった。また、チャンセラーの主張は連邦政府の国勢調査記録および裁判所の遺言検認記録でも確認できない。1923年にカリフォルニア州が発行したハーディングの死亡診断書でも、チャンセラーの主張を証明する物とはならなかった。フランシス・ラッセルが1960年代に出版した『The Shadow of Blooming Grove』によって、ハーディングの混血説が再燃したが、根拠の不足から単なる風刺として沈静化した。

### クー・クラックス・クラン
ハーディングはクー・クラックス・クランに関係していたという説も根強く語られている。歴史家のウェン・クレイグ・ウェード及びグレン・フェルトマンはその説を主張している。両者はハーディングが大統領選出後にクー・クラックス・クランに加わり、ホワイトハウスのグリーン・ルームで参加の誓いを行ったする。ステットソン・ケネディの主張を元にしたウェードの説は、幾人かのハーディングの伝記作者からは無視された。ウェードはカルビン・クーリッジ政権の閣僚による手紙を証拠だとしている。
しかしながら、近年ハーディングの伝記作者であるロバート・ファーレル、カール・アンソニー及びジョン・ディーンはハーディングの死後に広まった噂の例としてこの説に関する反論を唱えている。

### 禁酒法
禁制時代に、ホワイトハウスで酒宴をたびたび催している。